# I Just Wanna Party
«I Just Wanna Party» — другий сингл з міні-альбому Trunk Muzik 0-60 американського репера Yelawolf, виданий 12 серпня 2010 р. Окремок дебютував на 109-ій сходинці чарту Hot R&B/Hip-Hop Songs. Це поки що найвищий результат у кар'єрі виконавця.

## Відеокліп
Режисер: Motion Family. Відео зняли у Ґадсдені, штат Алабама. Кліп містить камео від реперів Shawty Fatt, Rittz, Big Boi та Джекі Чейна. У відео Yelawolf і Gucci Mane присутні на домашній вечірці. Наприкінці кліпу Майкл затягує бочку з пивом до приміщення, проходячи повз людей, котрі лежать п'яними на вулиці.

## Список пісень
Цифровий сингл
1. «I Just Wanna Party» (з участю Gucci Mane) — 5:11

## Чартові позиції
| Чарт (2011)                        | Найвища позиція |
| ---------------------------------- | --------------- |
| US Billboard Hot R&B/Hip-Hop Songs | 109             |